# Matthías Vilhjálmsson
Matti Villa, właśc. Matthias Vilhjálmsson (ur. 30 stycznia 1987 w Ísafjörður) – islandzki piłkarz grający na pozycji napastnika. Mierzy 186 cm wzrostu. Od 2015 jest zawodnikiem klubu Rosenborg BK. W jego barwach rozegrał już ponad 30 ligowych meczów i trzy razy wywalczył mistrzostwo Norwegii.